# Grotte d'Es Coloms
 (juillet 2023).
La grotte d'Es Coloms est une grotte naturelle située sur la commune d'Es Migjorn Gran sur l'île espagnole de Minorque. Elle a été utilisée comme espace funéraire à la période post-talayotique.

## Historique
La grotte est mentionnée par l'archiduc Louis-Salvator de Habsbourg-Toscane comme site préhistorique probable. Émile Cartailhac signale dans son ouvrage Monuments primitifs des îles Baléares,  publié en 1892, y avoir recueilli des céramiques qu'il date de l'époque islamique.  Antoni Vives i Escudero et le propriétaire du site y découvrirent en 1914-1915 des céramiques préhistoriques et deux cornes en bronze. Du bois carbonisé extrait de l'une des deux cornes a été daté par la méthode du carbone 14 de 406 av. J.-C.,.
La grotte a été déclarée bien d'intérêt culturel en 1966, sous le numéro d'enregistrement RI-51-0003660.

## Description
La grotte est située sur le rebord du ravin de Binigaus. Elle mesure 110 m de long, sur 15 m de large et 24 m de hauteur. Ses dimensions lui ont valu le nom de « la cathédrale ». Elle se divise en deux parties : une salle centrale de 50 m de long qui se prolonge par un long et étroit couloir. 

## Site archéologique
La grotte a été utilisée comme tombe à la période post-talayotique. La couche archéologique située dans la salle principale de la grotte a souffert de fouilles clandestines et d'extractions de terre destinées à la réalisation de terrasses pour la culture en dehors de la grotte. 